# Inzai járás

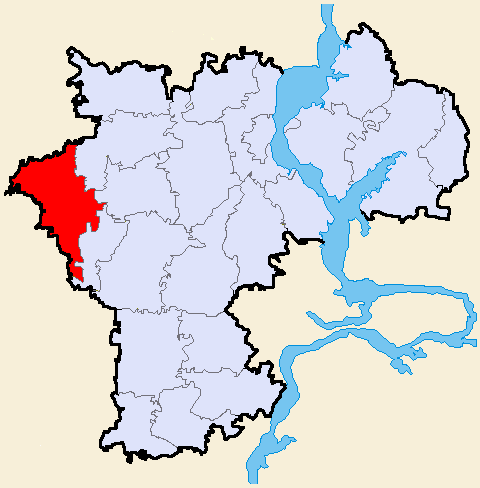
Az Inzai járás az Uljanovszki területen

Az Inzai járás (oroszul Инзенский район) Oroszország egyik járása az Uljanovszki területen. Székhelye Inza.

## Népesség
- 2002-ben lakosságának 85%-a orosz, 9,4%-a mordvin, 3,3%-a tatár, 1,2%-a csuvas.
- 2010-ben 33 877 lakosa volt, melynek 85,8%-a orosz, 8,4%-a mordvin, 3,3%-a tatár.